# Викторианская эпоха
Викториа́нская эпо́ха — период правления Виктории, королевы Великобритании и Ирландии, а также императрицы Индии, длившийся с 1837 по 1901 год.
Викторианская эпоха представляется неоднородно, поскольку характеризуется стремительными изменениями во многих сферах жизни общества: технологические, демографические сдвиги, изменения политического и социального восприятия. Такие активные и постоянные перемены в сфере экономической и духовной жизни обуславливались отсутствием масштабных войн (что позволило Великобритании интенсивно развиваться), боязни катастрофы извне, а в течение всего периода сохранялся интерес к религиозным вопросам, происходило быстрое развитие научной мысли и самодисциплинирования человеческой личности.
В области экономики в этот период продолжались промышленная революция и развитие капитализма. Во внешней политике продолжалась колониальная экспансия Великобритании в Азии («Большая Игра») и Африке («драка за Африку»).
Для социального облика эпохи характерен строгий моральный кодекс (джентльменство), закрепивший консервативные ценности и классовые различия, романтизм и мистицизм. Демографическая ситуация претерпела сильные изменения: население Англии и Уэльса выросло с 16,8 млн 1851 года до 30,5 млн человек к 1901 году; население Шотландии также выросло с 2,8 млн в 1851 году до 4,4 млн человек к 1901 году, а в Ирландии население значительно сократилось с 8,2 млн в 1841 году до менее 4,5 млн человек к 1901 году за счёт эмиграции и Великого голода 1845—1849 годов. За период 1837—1901 годов из Великобритании эмигрировало (преимущественно в США, Австралию, Новую Зеландию, Канаду, Южную Африку) около 15 млн человек.

## Исторический обзор эпохи
Виктория наследовала престол после смерти 20 июня 1837 года своего дяди — бездетного Вильгельма IV. Кабинет вигов (либералы) лорда Мельбурна на момент воцарения королевы, опирался в Нижней палате на смешанное большинство, только отчасти состоявшее из старых вигов. В состав его входили, кроме того, радикалы, стремившиеся к расширению избирательного права и к краткосрочным парламентам, а также ирландская партия, руководимая О’Коннелем. Противники министерства тори (консерваторы) были воодушевлены твёрдой решимостью противодействовать всякому дальнейшему торжеству демократического принципа. Новые выборы, назначенные вследствие перемены монарха, усилили консервативную партию. Крупные города Англии, Шотландии и Ирландии голосовали преимущественно в пользу либеральных и радикальных фракций, но английские графства большей частью избрали противников министерства.
Между тем, политика прежних лет создала для правительства значительные затруднения. В частности, в Канаде нарастало противостояние между метрополией и местным парламентом. Министерство получило разрешение приостановить действие канадской конституции и отправило в Канаду графа Дергама. Дергам действовал энергично и искусно, но оппозиция обвинила его в превышении должностных обязанностей, вследствие чего он был вынужден подать в отставку.
Авторитет Лондона был также слаб и в Ирландии. Утверждения ирландского десятинного билля министерство могло добиться не иначе, как после совершенного устранения аппроприационного параграфа.

### Чартизм
В то время радикалы образовали крайнюю фракцию, которая разработала «Народную хартию» — петицию парламенту, где требовала всеобщего избирательного права, тайной подачи голосов, ежегодно возобновляемых парламентов и т. п. Начиная с осени 1838 года чартисты подняли сильную агитацию на сходках, собирали подписи для петиций и созвали в начале 1839 года так называемый национальный конвент в Лондоне, ища себе сторонников среди рабочего населения фабричных городов. Восстание, поднятое летом 1839 года, было подавлено; главные лидеры чартистов были отданы под суд и отправлены в ссылку. Чартизм добился уменьшения рабочего дня.

## Внешняя и внутренняя политика
Весной 1839 года англичане успешно воевали с Афганистаном, который с этого времени стал как бы передовым прикрытием их ост-индских владений и предметом ревностной заботы Англии.
В мае того же года разразился министерский кризис, непосредственным поводом к которому послужили дела острова Ямайки. Несогласия между метрополией, уничтожившей в 1834 году невольничество негров, и интересами плантаторов на острове угрожали привести к такому же разрыву, как в Канаде. Министерство предложило приостановить на несколько лет действие местной конституции. Этому воспротивились как тори, так и радикалы, и предложение министерства было принято большинством всего 5 голосов. Оно подало в отставку, но снова приняло на себя ведение дел, когда попытки Веллингтона и Пиля составить новый кабинет окончились неудачей — между прочим, вследствие того, что Пиль требовал замены статс-дам и фрейлин королевы, принадлежавших к вигским семействам, другими, из лагеря тори, а королева не хотела на это согласиться (в английской конституционной истории этот вопрос известен под именем «Спальный вопрос» (англ. Bedchamber question). Парламентская сессия 1840 года была открыта торжественным извещением о предстоящем браке королевы Виктории с принцем Альбертом Саксен-Кобург-Готским; бракосочетание состоялось 10 февраля.
15 июля 1840 года представители Англии, России, Австрии и Пруссии заключили договор, имевший целью положить конец раздорам между Портой и египетским пашой. Мехмедом-Али отверг решение конференции, рассчитывая на помощь Франции, оскорблённой отстранением от участия в таком важном деле; но этот расчёт не оправдался. Английская эскадра, подкреплённая турецкими и австрийскими военными силами, произвела в сентябре высадку в Сирии и положила здесь конец египетскому владычеству.
Торжество внешней политики нисколько не упрочило положения министерства; это обнаружилось во время парламентской сессии, открывшейся в январе 1841 года. Правительство терпело одно поражение за другим. Уже в 1838 году в Манчестере образовалась под предводительством Ричарда Кобдена, так называемая лига против хлебного закона, поставившая себе задачей отмену существующей покровительственной системы и, главным образом, пошлин на привозный хлеб. Встреченная с яростью аристократией и землевладельцами, извлекавшими громадные выгоды из высокого тарифа, лига требовала свободного ввоза всех предметов продовольствия как единственного средства поднять упавшие государственные доходы, улучшить положение рабочих классов и облегчить конкуренцию с другими государствами. Отчасти под давлением финансовых затруднений, отчасти в надежде найти поддержку в противниках хлебной пошлины, министерство возвестило о своём намерении приступить к пересмотру хлебных законов. Вслед за этим по вопросу о налоге на сахар оно было побито большинством 317 голосов против 281. Министерство распустило парламент (23 июня).
Консервативная партия, превосходно организованная и руководимая Пилем, одержала победу, и когда в новом парламенте министерский проект адреса был отклонен сильным большинством, министры подали в отставку. 1 сентября 1841 года образовался новый кабинет. Во главе его стоял Пиль, а главными членами были герцоги Веллингтон и Бэкингем, лорды Линдгерст, Стэнли, Абердин и сэр Джeмс Грэгам. И раньше уже, по вопросу об эмансипации католиков, показавший некоторую чуткость к требованиям времени Пиль в феврале 1842 года выступил в нижней палате с предложением понизить ввозную пошлину на хлеб (с 35 шиллингов на 20) и принять принцип постепенно понижающихся тарифных норм. Все контрпроекты безусловных сторонников свободной торговли и протекционистов были отвергнуты, и предложение Пиля было принято, равно как и другие финансовые меры, направленные к покрытию дефицита (введение подоходного налога, уменьшение косвенных налогов и т. п.). В это время снова заявили о себе чартисты, внеся в парламент исполинскую по числу подписей петицию с изложением своих требований. Они нашли сильную опору в лице фабричных рабочих, чьё недовольство подпитывалось кризисом в торговле, затишьем в промышленном производстве и высокими ценами на основные товары. Несогласие с Северо-Американскими Штатами из-за границ было улажено конвенцией 9 августа 1842 года. Натянутость отношений к Франции, вызванная договором 1840 года, всё ещё оставалась; отголоском её был отказ французского правительства подписать заключённую великими державами конвенцию об уничтожении торговли невольниками и о праве обыска подозрительных кораблей (фр. droit de visite).
Старые раздоры с Китаем из-за торговли опиумом привели в 1840 году к открытой войне. В 1842 году эта война приняла благоприятный для англичан оборот. Они поднялись вверх по Янцзы до Нанкина и продиктовали китайцам мир. Англичане получили остров Гонконг и открыли 4 гавани для торговли.
В Афганистане быстрый успех 1839 года ослепил англичан; они считали себя хозяевами страны и были застигнуты врасплох восстанием афганцев, неожиданно вспыхнувшим в ноябре 1841 года. Доверившись коварному врагу, англичане выговорили себе свободный выход из страны, но на обратном походе в Индию потерпели страшные потери от климата, лишений и фанатизма жителей. Вице-король, лорд Элленборо, решился отомстить афганцам и летом 1842 года отправил против них новые войска. Афганцы были разбиты, города их разрушены, оставшиеся в живых английские пленные освобождены. Опустошительный характер похода вызвал резкое порицание со стороны оппозиции в Палате общин. 1843 год прошёл тревожно.
Католическое направление некоторой части англиканского духовенства (см. Пьюзеизм) всё более и более разрасталось. В Шотландии произошёл разрыв между государственной церковью и пресвитерианским толком нонинтрузионистов. Главные затруднения предстояли правительству в Ирландии. С самого вступления в должность торийского министерства Даниел О’Коннел возобновил свою агитацию в пользу расторжения унии между Ирландией и Англией (англ. Repeal) 1800 года. Он собирал теперь сходки в 100 000 человек; можно было ожидать вооружённого столкновения. Против О’Коннела и многих его сторонников было возбуждено уголовное преследование. Судебное разбирательство несколько раз откладывалось, но в конце концов агитатор был признан виновным. Палата лордов кассировала приговор вследствие формальных нарушений закона; правительство отказалось от дальнейшего преследования, но агитация уже не достигала прежней силы.
В сессии 1844 года на первый план выдвинулся опять вопрос о хлебных законах. Предложение Кобдена относительно полной отмены хлебной пошлины было отвергнуто нижней палатой большинством 234 голоса против 133; но уже при обсуждении фабричного билля, когда известному филантропу лорду Эшли (позднее граф Шефтсбери) удалось провести предложение о сокращении рабочего дня до 10 часов, стало ясно, что правительство не располагает больше прежним прочным большинством.
Главнейшей финансовой мерой в 1844 году был банковый билль Пиля, давший английскому банку новую организацию.
В том же году произошла важная перемена в высшей администрации Ост-Индии. В декабре 1843 года лорд Элленборо предпринял победоносный поход против округа Гвалиор в Северном Индостане (ещё раньше, в 1843 году, покорён Синд). Но именно эта воинственная политика вице-короля в связи с беспорядками и подкупами в гражданском управлении, вызвали вмешательство дирекции Ост-Индской компании. Пользуясь предоставленным ей законом правом, она сменила лорда Элленборо и назначила на его место лорда Гардинга. В 1845 году завершился внутренний распад прежних партий.
Всё совершенное Пилем в сессии этого года достигнуто им при помощи его прежних политических противников. Он предложил увеличить средства на содержание католической семинарии в Майнуте, которая, будучи единственным государственным учреждением этого рода в Ирландии, представляла плачевный контраст с роскошной обстановкой школ англиканской церкви. Это предложение вызвало сильнейшую оппозицию на министерских скамьях, рельефно обрисовавшую все бессердечие староторийского и англиканского правоверия. Когда 18 апреля билль был допущен ко второму чтению, прежнее министерское большинство уже не существовало. Пиль приобрел поддержку 163 вигов и радикалов. Церковная агитация получила новую пищу, когда министры выступили с предложением учредить три высшие светские коллегии для католиков, без права вмешательства государства или церкви в религиозное преподавание.
Из-за этой меры Гладстон, тогда ещё строгий церковник, вышел из кабинета; когда она была внесена в парламент, англиканские высокоцерковники, фанатики католицизма и О’Коннел одинаково разразились проклятиями против безбожного проекта. Тем не менее, билль был принят громадным большинством. Ещё резче это изменённое положение партий обозначилось в экономических вопросах. Результаты последнего финансового года оказались благоприятными и показали значительный прирост подоходного налога. Пиль ходатайствовал о продолжении этого налога ещё на три года, предполагая, вместе с тем, допустить новое понижение таможенных сборов и совершенное уничтожение вывозных пошлин. Предложения его вызвали неудовольствие тори и землевладельцев, но встретили горячую поддержку в прежней оппозиции и были приняты при её помощи.
Тем временем в Ирландии неожиданно разразился страшный голод (1845—1849) вследствие неурожая на картофель, составлявший почти единственную пищу беднейших классов населения. Народ умирал и десятками тысяч искал спасения в эмиграции. Благодаря этому агитация против хлебных законов достигла высшей степени напряжения. Предводители старых вигов открыто и бесповоротно примкнули к движению, которое до тех пор находилось в руках Кобдена и его партии. 10 декабря министерство подало в отставку; но лорд Джон Рассел, которому поручено было составить новый кабинет, встретил не меньше затруднений, чем Пиль, и возвратил королеве свои полномочия.
Пиль преобразовал кабинет, в который вновь вступил Гладстон. Вслед за тем Пилем предложена постепенная отмена хлебных законов. Часть старой торийской партии последовала за Пилем в лагерь свободной торговли, но главная масса тори подняла яростную агитацию против своего прежнего лидера. 28 марта 1846 года второе чтение хлебного билля принято большинством 88 голосов; все изменения, отчасти предложенные протекционистами, отчасти клонившиеся к немедленной отмене всех хлебных пошлин, были отвергнуты. Билль прошёл и в Верхней палате благодаря влиянию Веллингтона.
Несмотря, однако, на этот успех и громадную популярность, приобретённую Пилем проведением своей великой экономической реформы, личное положение его становилось всё более затруднительным. В борьбе против ядовитых нападок протекционистов — в особенности Дизраэли, который вместе с Бентинком принял на себя предводительство над старыми тори, Пиль, разумеется, не мог рассчитывать на защиту своих долголетних противников. Ближайшим поводом к его падению послужил вопрос о чрезвычайных мерах по отношению к Ирландии, разрешённый отрицательно коалицией вигов, радикалов и ирландских депутатов. Внешние дела в момент удаления торийского министерства находились в весьма благоприятном положении. Прежние натянутые отношения с Францией мало-помалу уступили место дружественному сближению. С Северной Америкой произошли было разногласия вследствие обоюдных притязаний на область Орегона, но они были мирно улажены.
В июне 1846 года сикхи произвели набег на британские владения в Индии, но были разбиты (Первая англо-сикхская война).
3 июля 1846 года образовалось новое министерство вигов во главе с лордом Джоном Расселом (самым влиятельным членом его был министр иностранных дел лорд Палмерстон). Оно могло рассчитывать на большинство только при условии поддержки со стороны Пиля. Открывшийся в январе 1847 года парламент одобрил целый ряд мер, принятых с целью помочь бедствиям Ирландии. Около того же времени умер О’Коннел, на пути в Рим, и в нём национальная партия Ирландии потеряла свою главную опору.
Вопрос об испанских браках привёл к охлаждению между лондонским и парижским кабинетами. Пользуясь этим, восточные державы порешили присоединение Кракова к Австрии, оставив без внимания запоздалые протесты английского министра иностранных дел.
На общих выборах 1847 года протекционисты остались в меньшинстве; пилиты составили влиятельную среднюю партию; соединённые виги, либералы и радикалы образовали большинство 30 голосов. Чартисты нашли себе представителя в талантливом адвокате О’Конноре. Внутри страны положение дел было безотрадно. Размножившиеся преступления в Ирландии потребовали особого репрессивного закона. В английских фабричных округах нужда и безработица тоже приняли ужасающие размеры; банкротства следовали одно за другим. Недобор в государственных доходах вследствие общего застоя в делах и невозможности сокращения расходов заставил министерство предложить закон о повышении подоходного налога ещё на 2 процента. Но увеличение этого непопулярного налога вызвало такую бурю в самом парламенте и вне его, что в конце февраля 1848 года предложенная мера была взята назад.

### Революции в Европе
В это время вспыхнула февральская революция 1848 года. Ввиду материальной нужды в Ирландии можно было ожидать, что революция, потрясшая весь материк, не замедлит перекинуться и туда.
В первых числах марта в Глазго, Манчестере и других городах вспыхнули беспорядки, которые быстро были подавлены. В то же время пришли в движение чартисты, а в Ирландии поднялась сильная агитация в пользу немедленного отделения от Англии. В Лондоне, Бирмингеме, Шеффилде и других местах чартисты собирали многолюдные сходки с нескрываемой республиканской тенденцией и завязали сношения с ирландскими агитаторами. Петиция чартистов 10 апреля громадной толпой была отнесена в парламент. Новый закон об охране престола и правительства дал министрам возможность приступить к решительным мерам против ирландского движения. В Дублине было объявлено осадное положение; обе палаты почти единогласно приняли предложение министерства о приостановке Habeas Corpus в Ирландии. Когда Смит О’Брайен сделал попытку к открытому восстанию, повлекшую за собой вооружённое столкновение, дело было выиграно правительством. Главные вожаки были приговорены к смертной казни, замененной ссылкой. Одновременно с этим улеглось и чартистское движение.
Реформы между тем продолжались. По предложению правительства отменены все постановления, по которым ввоз азиатских, африканских и американских продуктов из европейских гаваней в Англию разрешался только английским кораблям.
По поводу избрания Ротшильда в члены палаты общин министерство в 1858 году внесло билль о допущении евреев в парламент. Нижней палатой он был принят, но верхней отвергнут. Встречая упорных противников в ториях, министерство мало удовлетворяло и радикалов, образовавших под предводительством Кобдена реформистский союз, все более и более расходившийся с вигами. Разъединение стало обозначаться ещё резче после того, как Рассел высказался в нижней палате против предложения Юма, требовавшего расширения избирательного права, тайной подачи голосов, трёхлетних парламентов и нового распределения депутатских мест. Все эти требования были отвергнуты.
Отношения Англии к Франции со времени «Весны народов» имели гораздо более дружественный характер, чем в последние годы царствования Луи-Филиппа. Итальянскому движению Палмерстон сочувствовал и после выступления австрийцев из Милана открыто принял сторону Сардинии.
Относительно Германии и в шлезвиг-голштинском деле правительство держалось выжидательного положения.
С большими затруднениями оно должно было бороться в колониях, особенно в Канаде, где в апреле 1849 года вспыхнул открытый бунт (Stony Monday Riot).
В Ост-Индии англичане потерпели ряд неудач, изглаженных окончательным поражением сикхов при Гуджарате.
1850 год начался при более благоприятных условиях. В Ирландии восстановлено действие Habeas Corpus; благодаря свободе торговли доходы дали излишек в 2 млн. фунтов стерлингов, тогда как налог в пользу бедных уменьшился на 400 000 фунтов против предыдущего года.
В разладе между Россией и Австрией, с одной стороны, и Турцией, с другой, вызванном делом о венгерских беглецах, Англия приняла сторону Порты. В январе 1850 года английская эскадра неожиданно появилась в виду Афин с требованием уплаты по старым счетам, между которыми на первом плане стояло вознаграждение португальского еврея Паcифико, состоявшего в английском подданстве, за повреждение его дома во время народных беспорядков (Дело Пасифико). Ответом на отказ греческого правительства послужила блокада всех греческих гаваней. Греция могла только протестовать против такого злоупотребления силой; посланники других государств в более или менее энергических выражениях высказали своё порицание образу действия Англии. Месяц спустя блокада была снята; последствием её стало охлаждение отношений с Францией и Россией. Лорд Стэнли предложил верхней палате выразить порицание правительству за его образ действий в Греции.
Предложение это было принято, но нижняя палата по предложению Робука выразила формальное одобрение палмерстоновской политике. Тем не менее, голосование верхней палаты не осталось без последствий. Палмерстон понял необходимость выпутаться из изолированного положения, в которое он поставил Англию, и тем усерднее старался сблизиться с великими державами по шлезвиг-голштинскому вопросу, разрешённому лондонскими протоколами от 4 июля и 12 августа 1850 года.
Чувствительным ударом для министерства была внезапная смерть Роберта Пиля. Тогда же приехавший в Лондон австрийский генерал Гайнау потерпел личное оскорбление со стороны рабочих на пивоваренном заводе Барклая, и так как Палмерстон не торопился дать удовлетворение, то это ещё более обострило взаимные отношения к Австрии, политика которой в Германии, в особенности стремление включить все австрийские земли в Германский союз, вызывала решительный отпор со стороны Англии.
Большие затруднения подготовила вигскому министерству Римская курия. Папским бреве от 30 сентября назначены 9 католических епископов для Великобритании; кардинал Виземан получил титул архиепископа Вестминистерского. Это оживило в английском духовенстве и народе закоренелую ненависть и отвращение к Риму; снова раздался старинный клик «No Popery». В начале 1851 года Джон Рассел внёс билль о духовных титулах, запрещавший принятие епископского титула всем духовным лицам, не принадлежащим к государственной церкви, и объявлявший недействительными все пожертвования, сделанные в пользу таких лиц. Либералам и даже некоторым пилитам этот билль показался чересчур суровым, а в глазах ревностных протестантов он был ещё слишком робким.
Между тем, нижняя палата вопреки протесту министерства приняла предложение Лок-Кинга о предоставлении английским и валлийским графствам одинаковых избирательных прав с городами. Наступил министерский кризис, окончившийся восстановлением прежнего кабинета, так как лорду Стэнли, предводителю протекционистов, не удалось образовать прочного кабинета и привлечь в него таких людей, как Гладстон.
На время политика отступила на задний план благодаря первой всемирной выставке, открывшейся в Лондоне 1 мая 1851 года. Новым источником слабости для министерства явился образ действий лорда Палмерстона. Правда, он добился того, что водворенные в Турции венгерские беглецы, в том числе Кошут, были выпущены на свободу; но зато исход борьбы из-за Пасифико обернулся для него тяжёлым поражением. Избранная по этому вопросу посредническая комиссия признала за Пасифико право на вознаграждение в размере не больше 150 фунтов стерлингов — и из-за такой-то суммы министр чуть было не развязал европейскую войну.
Затем произошёл дипломатический разрыв с Неаполем вследствие рассылки английским посланникам на континенте писем Гладстона о жестокостях неаполитанского правительства.
Государственный переворот, совершившийся во Франции 2 декабря, был радостно приветствован Палмерстоном, без ведома министерства и короны. Рассел воспользовался этим, чтобы отделаться от него. Палмерстон отплатил ему внесением поправки к одному из правительственных предложений, принятие которой вызвало отставку министерства. На этот раз лорду Стэнли (получившему после смерти отца титул графа Дерби) удалось составить министерство (в феврале 1852 года). В новом кабинете, строго-торийского направления, он сам занял место первого лорда казначейства, Дизраэли получил портфель финансов, а иностранные дела перешли к графу Мальмсбери.
Протекционистские симпатии министерства привели к возобновлению фритредерской агитации. Лига Кобдена снова открыла свою деятельность; по всей стране собирались митинги и делались приготовления к новым выборам. Правительство находилось в нижней палате в несомненном меньшинстве и обязано было своим существованием единственно несогласиям среди либеральных партий. Ввиду всего этого Дизраэли высказался за продолжение таможенной политики своих предшественников.
Война с Бирмой (1852—1853) окончилась покорением провинции Пегу.
В июле последовал давно ожидавшийся роспуск парламента, и немедленно были назначены новые выборы. Министерство приобрело несколько лишних голосов, но не так много, чтобы располагать большинством в парламенте. Немалой утратой для него послужила смерть Веллингтона (14 сентября), пользовавшегося умиротворяющим влиянием на партии. Финансовые предложения Дизраэли отклонены большинством 19 голосов, и торийское министерство принуждено подать в отставку (декабрь 1852 года).
Заменивший его кабинет составился из различных партий, вступивших между собой в союз для низвержения Дерби. Пилиты имели в нём своих представителей в лице лорда Абердина (первого министра) и Гладстона, получившего портфель финансов, виги — в лице лорда Джона Рассела, а радикалы — в лице Мольсворта и Бейнса. Палмерстон получил министерство внутренних дел.

### Крымская война
В это время миссия[какая?] князя Александра Сергеевича Меншикова вызвала волнение во всей Европе.
Наполеон III воспользовался случаем, чтобы сблизиться с английским кабинетом и склонить его к совместным действиям. Ещё 25 апреля лорд Кларендон заявил в верхней палате, что европейскому миру не угрожает никакая опасность, но по настоянию лорда Стратфорда, английского посла в Константинополе, британская эскадра в Средиземном море вскоре получила приказ отплыть к Безикской бухте.
В среде министерства господствовало разногласие: большинство, с пилитами во главе, желало мира во что бы то ни стало, тогда как меньшинство надеялось предупредить войну энергичным образом действий или же, в случае неизбежности войны, воспользоваться ей для уничтожения русского доминирования в Европе и ограждения Индии против завоевательных намерений России.
В ответ на появление англо-французского флота в Дарданеллах произошло Синопское сражение. Весть о нём вызвала в Англии бурю негодования; под давлением общественного мнения англо-французский флот получил приказ войти в Чёрное море и запереть русские корабли в их гаванях. В 1854 году начались военные приготовления, принявшие размах, каких Англия не видела уже 40 лет.
12 марта был заключён союз с Францией и Портой, по которому западные державы обязались взамен обещания Турции – даровать христианским подданным равные права с мусульманскими – выставить свои войска в поддержку Турции, чтобы после войны очистить порты, которые могут оказаться занятыми союзниками. 28 марта Англия объявила войну России.
Финансовые меры Гладстона, вызванные потребностями войны, породили сильное раздражение[кого?]. Чтобы не увеличивать государственный долг новым займом, Гладстон удвоил подоходный налог, распространив его на мелких промышленников и вообще на всех лиц, получающих доход не менее 100 фунтов стерлингов. Неудовольствие увеличилось после отзыва Расселовского билля о реформе. Чтобы утихомирить общество, в Крым направили войска. Сражение на Альме вызвало всеобщий восторг, пока не начали распространяться печальные слухи о состоянии армии. Нападки сыпались главным образом на неспособного военного министра, герцога Ньюкасла.
Робук, подстрекаемый, вероятно, Палмерстоном, внёс предложение назначить особую комиссию для ревизии военного управления, приведшее к расформированию министерства. Так как лорд Дерби заявил о невозможности для него образовать новое министерство, то королева возложила это дело на Палмерстона, принявшего портфель иностранных дел. Назначенная парламентом ревизия военного министерства оказалась безрезультатной.
Война для англичан проходила неудачно, и после падения Севастополя вся слава досталась французам, взявшим штурмом Малахов курган, поскольку английский штурм Большого редана был отбит. Английское войско подготовилось к зиме и пополняло войска рекрутами из Германии, Италии, Швейцарии и даже Америки. Однако привлечение американских солдат вызвало протест США, выставивших ноту протеста Англии и выдворивших американского посла Крамптона. Ухудшение отношений с США не было выгодным Англии, которая в 1854 году заключила благоприятный для Америки торговый договор. На фоне усиленных приготовлений к продолжению войны разнеслась весть, что при посредничестве Венского двора Франция решила заключить мирный договор с Россией. Палмерстон не мог противостоять в этом решении Франции, поскольку это могло привести к изоляции Англии, и 30 марта был подписан Парижский мирный договор (1856).

### Вектор на Азию
В Англии неожиданное прекращение войны было встречено с недоумением. Между всеми воюющими державами она всего менее имела причин желать мира; торговля её почти совсем не пострадала, кредит был прочен, и она имела основание надеяться посредством новой кампании восстановить свою несколько компрометированную военную честь. К тому же Англия не могла не сознавать, что истинная цель войны не была достигнута, и что восточный вопрос остался нерешённым. Могущество России в Европе пошатнулось, но рост влияния Франции представлял большую опасность для соседней Англии. В парламенте разгорелись прения, из которых, однако, Палмерстон вышел победителем благодаря поддержке манчестерской партии. Избирательная реформа откладывалась от одной сессии до другой; только по вопросу о свободной торговле правительство неуклонно шло вперёд и мало-помалу сбросило последние путы, стеснявшие торговую жизнь Англии. Мир внёс необычайное оживление в торговую и промышленную жизнь Англии. Из австралийских золотоносных руд в метрополию полились новые богатства; торговый договор с Японией (1854) открыл новые рынки для английского сбыта. Но в это самое время в Азии назревали новые серьёзные события.
Персия воспользовалась конфликтом Англии в Европе, чтобы осуществить свои давние притязания на Герат. Жители города после непродолжительной осады покорились. Чтобы поддержать необходимую для безопасности англо-индийских владений независимость Афганистана, в Персидский залив отбыла английская флотилия и заняла Бушир.
Ещё более серьёзный характер приняли недоразумения, возникшие вследствие захвата китайцами плывшего под британским флагом судна. Так как китайский наместник Иэ отказал в требуемом удовлетворении, то английский адмирал Сеймур открыл бомбардировку города Кантона, разрушил его крепостные сооружения и уничтожил китайский флот.
Несоразмерная жестокость адмирала вызвала всеобщее негодование. В парламентской сессии 1857 года образ действий правительства подвергся резкой критике. Несмотря на благополучное окончание войны с Персией, коалиция тори, радикалов и пилитов достигла своей цели. Выражение порицания правительству, предложенное Кобденом, было принято большинством 19 голосов. Палмерстон, надеясь на популярность своей внешней политики, распустил парламент и взывал к народу. Оппозиция понесла беспримерное поражение: 175 членов её вовсе не попали в парламент, в том числе самые популярные предводители манчестерской партии — Кобден, Брайт и Мильнер-Джибсон, избранные потом в других округах. Консерваторы потеряли 91, пилиты — 12 мест; большинство новой палаты состояло из приверженцев Палмерстона.
В это время в Индии произошло восстание. 10 мая 1857 года расположенный в Мируте полк сипаев подал пример возмущения, поджёг европейский квартал, перебил женщин и детей и расстрелял офицеров. Такие же акты насилия, но в больших масштабах, повторялись в Дели, где жил потомок династии Тимуров. Всех европейцев перебили, а наследник Великого Могола провозглашён королём. Мятеж охватил и Бенгалию, так что во многих местах пришлось обезоружить и распустить туземные полки; уже в конце июня бенгальская армия перестала существовать. Когда известия об этих событиях пришли в Англию, правительство немедленно назначило главнокомандующим в Индию сэра Колина Кэмпбела и отправило туда все войска, какие были в его распоряжении. Экспедиция, ещё в марте отправленная лордом Эльджином в Кантон, была задержана на пути и направлена в Индию.
Восстание в Индии повлияло на положение Англии в Европе. Для сохранения добрых отношений с Францией пришлось глядеть сквозь пальцы на Объединение Дунайских княжеств, против которого английское правительство в интересах Порты первоначально протестовало. Чрезвычайный денежный и торговый кризис, перекинувшийся из Америки в Европу, отразился и на Англии. В общем, однако, благодаря прочности своей хозяйственной организации Англия перенесла кризис без особых потерь.
Совсем неожиданное событие — покушение Орсини на жизнь Наполеона III (январь 1858 года) вызвало падение Палмерстона. Так как Орсини и его соумышленники производили свои приготовления в Англии, то французское правительство потребовало от Англии усилить надзор за политическими изгнанниками или выдворить их из страны. Первоначально англичане отнеслись к этому требованию спокойно; Палмерстон даже внёс в парламент так называемый билль о политических убийствах, который был поддержан тори и принят в первом чтении большинством голосов. Но с каждой новой мерой, к которой французское правительство прибегало в Париже, общественное возбуждение в Англии накалялось; созывались народные сходки для ограждения права политического убежища. При дальнейшем обсуждении упомянутого билля Мильнер-Джибсон предложил палате выразить своё сожаление, что правительство оставило без ответа резкую ноту французского правительства. Лорд Рассел высказался за это предложение, и так как консерваторы на этот раз не поддержали Палмерстона, то его приняли 234 голосами против 215. Палмерстон подал в отставку; граф Дерби немедленно выразил готовность принять на себя ведение дел. В новое министерство вошли почти все члены кабинета тори 1852 года.
Дипломатическая распря с Францией скоро прекратилась. Брак старшей дочери королевы с принцем Фридрихом Вильгельмом Прусским положил начало тёплым отношениям с Берлинским двором и сближению с Россией.
Китайская война приняла для Англии благоприятный оборот ещё при прежнем министерстве. Экспедиция лорда Эльджина выступила в путь, а Франция со своей стороны отправила в Кантон флот и войско. Так как Иэ оставил ультиматум западных держав без внимания, то 28 декабря 1857 года вблизи Кантона высадилось несколько тысяч англичан и французов, по городу открыли бомбардировку и на другой день взяли его штурмом (Кантонское сражение). 26 мая союзные войска появились в виду Тиенцина. Устрашённый этим китайский император уступил и 26 июня 1858 года подписал мир, который открыл для европейской торговли 6 новых гаваней. Иностранные посланники получили доступ в Пекин.
Не менее благоприятно сложились события в Индии. Со времени взятия англичанами Дели центр сопротивления восставших переместился в Ауд и его столицу Лакхнау. В марте 1858 года главные кварталы Лакхнау взяты штурмом. Искавшие спасения в Непале, единственном индийском царстве, сохранившем признаки самостоятельности, были выданы правителем Непала, вступившим в союз с англичанами.
Лорд Стэнли, сын графа Дерби, благополучно провёл план реорганизации Индии. Господство Ост-Индской компании прекратилось, совет директоров упразднён, и вместо него учреждена должность ответственного перед парламентом особого министра с советом из 15 человек.
Незадолго до этого министерство понесло сильное поражение по вопросу о евреях. Когда Билль о допущении евреев в парламент в третий раз был отвергнут пэрами по настоянию лорда Дерби, оппозиция, возмущённая подобным неуважением к постановлениям нижней палаты, предложила палате простым решением признать барона Ротшильда представителем лондонского Сити. Лорд Дерби уступил и внёс в верхнюю палату новый билль о присяге, делавший возможным допущение евреев. Билль этот был принят лордами, после чего Ротшильд занял своё место в Палате общин.
В том же 1858 году лорд Эльджин заключил договор с Японией, предоставивший Англии громадные торговые преимущества.
В самой Англии реформистская агитация приняла в 1859 году внушительные обороты; незадолго до открытия парламента Брайт выступил с проектом реформы чисто демократического характера. Министерство решило внести свой собственный билль, чтобы некоторыми уступками успокоить общественное мнение. Виги вошли в соглашение с радикалами, чтобы отклонить этот билль, не встретивший одобрения и в среде ториев. 21 марта лорд Джон Рассел предложил палате заявить, что билль о реформе не соответствует требованиям страны; это предложение было принято большинством 39 голосов. Вслед за тем объявлено было о роспуске парламента.
Этот шаг вызвал сильное возбуждение в стране, тем более, что внешняя политика министерства грозила новыми опасными осложнениями. При первых признаках столкновения между Австрией и Францией в итальянском деле правительство хотя и приняло беспристрастный вид, но из заявлений его следовало, что оно склоняется больше на сторону Австрии, тогда как в народе господствовало искреннее сочувствие делу итальянской свободы. Посредничество, предложенное лордом Мальмсбери, отклонено Наполеоном III.
Обширные морские вооружения, объявленные правительством, усиление средиземного флота, заявление лорда Дерби, что Англия может очутиться в необходимости занять Триест, призыв к образованию отрядов добровольцев, даже провозглашение нейтралитета, истолкованное в благоприятном для Австрии смысле, — всё это поддерживало в публике недоверие к намерениям министров и оказывало влияние на новые выборы. Страх быть вовлечённым в войну для поддержания европейского абсолютизма побудил радикалов забыть своё нерасположение к лорду Палмерстону.
Лорд Рассел примирился со своим долголетним противником; составилась коалиция из всех либеральных фракций, с целью низвергнуть консервативное министерство, которому новая палата общин и выразила своё недоверие (июнь 1859). Тори пали. Палмерстон занял пост первого министра, Рассел стал министром иностранных дел, а остальные портфели розданы вигам, пилитам и радикалам. В числе министров были Гладстон и Мильнер-Джибсон. О диверсии в Адриатическое море для защиты Триеста не было больше речи; в союзе с Россией сделана была попытка отклонить Прусский двор от вмешательства в пользу Австрии.
Виллафранкский мир, раскрыв смысл наполеоновской политики, произвёл в Англии тяжёлое впечатление. Недоверие к Франции подкрепилось действиями Наполеона по марокканскому вопросу, в котором он поддерживал Испанию против Англии. К этому присоединились слухи об усиленных вооружениях во французских морских гаванях. В Англии распространился почти панический страх. Повсюду образовались добровольческие отряды стрелков для отражения ожидаемой высадки, и это общее возбуждение не улеглось даже ввиду предложенного Наполеоном III торгового договора. Присоединение Савойи и Ниццы 15 марта 1860 года дало повод к резким заявлениям со стороны британского правительства.
Новый избирательный билль, внесённый Росселем, не встретил одобрения ни в парламенте, ни в обществе. Проект реформы ограничивался небольшим понижением избирательного ценза и усилением представительства крупных графств и городов на счёт мелких городов и местечек. Даже и в таком виде билль показался консерваторам и некоторым вигам слишком опасной уступкой духу демократизма; вскоре правительство его отозвало. Такой исход дела реформы радикалы приписали преимущественно двуличному поведению Палмерстона. Некоторым утешением для них явилось благополучное заключение торгового договора со Францией, в котором они справедливо видели победу принципов мира и свободной торговли. По этому договору Франция понизила в пользу Англии тариф на железо, каменный уголь, хлопчатобумажные продукты и другие товары, взамен чего Англия уменьшила пошлины на французские вина и шёлковые товары.
Предложение Гладстона отменить налог на бумагу также содействовало примирению решительно либеральной партии с правительством. Отмена налога была отклонена верхней палатой. Поведение лордов в этом деле, носившее на себе характер вмешательства в принадлежащее исключительно общинам право утверждения налогов, вызвало негодование в палате общин.
Во внешней политике моральная поддержка, оказанная либеральным правительством делу объединения Италии, находилась в полной гармонии с чувствами нации. Насилия друзов над христианским населением Сирии снова выдвинули на сцену восточный вопрос. Для защиты христиан в Бейруте был послан англо-франко-русский флот, и хотя Англия желала поручить дело умиротворения Сирии турецким властям, была вынуждена примкнуть к выработанному представителями великих держав соглашению, по которому французским войскам предоставлялась временная оккупация этой страны.
Вновь разгоревшаяся война с Китаем привела к занятию Пекина англо-французскими войсками и окончилась миром (октябрь 1859 года), подтвердившим все условия договора 1858 года; кроме того, китайцы уступили Англии полуостров Коулун.
Все другие интересы отодвинулись на задний план ввиду североамериканского кризиса, разразившегося в начале 1861 года. Если казавшееся неизбежным крушение гордой республики вызывало в британской аристократии известное чувство злорадства, то влияние междоусобной войны на хлопчатобумажное производство, питавшее значительную часть рабочего населения Англии, внушало серьёзные опасения. Внесённый Гладстоном бюджет указывал на продолжающееся улучшение финансов. Доходы обещали излишек почти в 2 млн, ввиду чего канцлер казначейства предложил не только отменить налог на бумагу, но и понизить подоходный налог. Чтобы отнять у лордов возможность вторично отвергнуть первую из этих мер, финансовые предложения министерства были внесены в верхнюю палату не отдельно, а вместе с бюджетом, и хотя лорды протестовали против этого, но по совету лорда Дерби не довели дела до столкновения с палатой общин.

Договор между Англией, Францией и Испанией, в силу которого предъявленные этими тремя державами к мексиканскому правительству требования должны были быть в случае надобности поддержаны военной силой, указывал на намерение союзников воспользоваться критическим положением союза для вмешательства в дела Америки.
Справа: Джон Слайделл (1793–1871)
Благодаря неожиданному инциденту (Инцидент с судном Trent) дела вдруг приняли такой острый характер, что можно было опасаться решительного разрыва. Английский почтовый пароход «RMS Trent», на котором плыли дипломаты южных штатов Мейсон и Слайделл, был задержан американским военным корветом под руководством капитана Вилькса, который арестовал дипломатов и доставил их в Нью-Йорк. Весть об этом вызвала в Англии негодование. Английский посланник в Вашингтоне лорд Лайонс немедленно получил приказ потребовать выдачи пленников и удовлетворения за нанесённое британскому флагу оскорбление. Правительство президента Линкольна понимало, что при данных условиях разрыв с Англией мог бы иметь роковые последствия для союза. Оно выразило порицание поступку своего офицера и освободило пленных. Мирный исход столкновения был отчасти делом принца Альберта. Это была последняя услуга, оказанная им своему второму отечеству. Он скончался 14 декабря 1861 года, искренно оплакиваемый британской нацией.
Предпринятое Англией, Францией и Испанией совместное вмешательство в мексиканские дела получило совсем неожиданный исход. Испания и Англия не замедлили убедиться, что замыслы французского императора идут гораздо дальше первоначальной цели экспедиции. Сначала английские, потом испанские войска покинули Мексику. Этот шаг не мог не задеть французского императора, но он скрыл своё недовольство, потому что нуждался в дальнейшем содействии Англии для своих заатлантических планов.
30 октября 1862 года министр Друэн де Люис отправил к лондонскому и петербургскому дворам приглашение на принятие мер к прекращению Гражданской войны в США, намекая на возможность вооружённого вмешательства. Но петербургский двор решительно отклонил французское приглашение, и его примеру последовал лорд Рассел.
Революция в Греции, стоившая престола королю Оттону (октябрь 1862), произвела новый поворот в восточной политике Англии. Чтобы предупредить избрание в короли принца Лейхтенбергского, племянника русского императора, решено было принести Греции территориальную жертву. Грекам дали понять, что если они сделают приятный для британского кабинета выбор, то Англия одобрит присоединение Ионических островов к греческому королевству.
Греки не замедлили предложить корону принцу Альфреду, второму сыну королевы Виктории. Это предложение не могло быть принято, потому что шло вразрез с трактатами, по которым державы-покровительницы обязаны не возводить своих принцев на греческий престол; но Англии не трудно было подыскать другого приятного для неё кандидата. Принц Валлийский в начале 1863 года вступил в брак с принцессой Александрой, дочерью Христиана Глюксбургского, объявленного Лондонским трактатом 1852 года наследником датского престола. Выбор Англии остановился на 2-м брате принцессы, принце Георге, который в марте 1863 года национальным собранием единогласно признан греческим королём. Англия, со своей стороны, отказалась от протектората над Ионическими островами и уступила их Греции.

### Внешнеполитические поражения
Общее внимание от греческих дел вскоре отвлекло Польское восстание 1863 года, вызвавшее отклик в Англии. Уже 2 марта 1863 года лорд Рассел отправил на имя британского посла в Петербурге, лорда Найпира, депешу, в которой выставлялась на вид необходимость амнистии и восстановления польской конституции 1815 года. 17 июня он по соглашению с Францией и Австрией предложил русскому правительству проект умиротворения Польши.
Английская пресса приняла угрожающий тон; устраивались многолюдные митинги в пользу Польши. В нижней палате Геннесси предложил проект адреса на имя королевы, в котором заявлялось об утрате Россией всяких прав на Польшу. Отклонение английских предложений со стороны России не оставило английскому правительству иного выхода, как или отступить, или начать войну.
Оно выбрало первое. В ноте от 11 августа лорд Рассел выразил своё сожаление по поводу отклонения его доброжелательных советов и возложил ответственность за последствия на Россию. Русский министр иностранных дел отвечал в ироничном тоне, что он принимает на себя эту ответственность; дипломатическая полемика прекратилась, и Англия должна была сознаться, что она понесла тяжкое поражение.
Впрочем, это поражение разделила с ней и Франция. Чтобы сколько-нибудь поправить дело и восстановить свой пошатнувшийся престиж, Наполеон выступил с идеей о европейском конгрессе в Париже, чтобы принять решение всех бывших вопросов, в том числе и польского.
Державы неблагоприятно отнеслись к этому предложению, а английское правительство категорически его отвергло, что привело к новому охлаждению между обоими кабинетами. Убийство одного британского путешественника в Японии привело к распре, имевшей своим последствием бомбардировку английской эскадрой японского города Рагозима.
В Новой Зеландии произошло восстание[когда?] туземцев, и хотя английские войска одержали победу, но им не удалось полностью сломить сопротивление маори.
С ашанти тоже вспыхнула война[когда?], в которой англичане понесли значительные потери от климатических условий, ни разу не видев неприятеля.
Внутреннее положение страны в целом было благоприятное. Несмотря на бедственное состояние фабричных округов, кое-где подававшее повод к беспорядкам, торговля достигла процветания. В течение одного 1863 года открылось не менее 263 новых акционерных обществ, с основным капиталом в 144 млн фунтов стерлингов. Государственные доходы приносили значительные излишки.
Когда в 1864 году шлезвиг-голштинский вопрос повлёк за собой войну Австрии и Пруссии против Дании, Англия помышляла сначала о вмешательстве в пользу последней; но на это не удалось склонить ни Францию, ни Россию, и британскому министру пришлось ограничиться бесплодными дипломатическими усилиями. Лондонская конференция разошлась, ничего не сделав. Англия и ввиду окончательного поражения Дании осталась нейтральной.
Это было явной неудачей, чувствительно задевшей национальную гордость. Спекулятивная горячка предыдущего года вызвала новый денежный кризис, но мало-помалу равновесие было восстановлено.
1865 год открылся среди политического затишья. Подоходный налог понижен на целую треть, пошлина с чая — на целую половину. Вообще, с 1861 года отменено налогов на 14 млн фунтов стерлингов, несмотря на то, что сооружение броненосного флота, улучшение состава артиллерии и воздвигнутые для защиты берегов и арсеналов укрепления поглотили громадные суммы.
Договоры с Францией и Италией, с Китаем, Японией и Сиамом открыли английским товарам новые рынки, и даже недостаток необходимого для английской мануфактуры сырого продукта, вызванный американской гражданской войной, только временно задержал рост промышленности. Зато очень мало или почти ничего не было сделано для улучшения политических учреждений, для поднятия нравственного уровня нации. Непотизм доведён был высшим судебным лицом в стране, лордом-канцлером Вестбери, до таких размеров, что вследствие появившихся разоблачений он должен был сложить с себя должность.
Смерть Ричарда Кобдена (2 апреля 1865) вызвала искреннюю печаль по всей стране.
Восстание в Новой Зеландии клонилось к концу благодаря изъявлению покорности одним из главных вождей, известным под именем «маорийского короля».
В Абиссинии суетливость консула Камерона вызвала несогласия, последствием которых было заточение консула и английских миссионеров.
Парламентские выборы, происходившие в июле 1865 года при горячей борьбе партий, оказались в общем благоприятными для либералов.
В октябре 1865 года умер лорд Палмерстон. Министерство подверглось некоторому преобразованию в более либеральном духе; главой его стал лорд Рассел.
Не успело ещё правительство вполне организоваться, как произошло восстание негров на острове Ямайка. Мятеж был быстро подавлен, но с такой жестокостью, которая вызвала в Европе взрыв негодования. Министерство выразило порицание образу действий губернатора Эйра и назначило над ним строгое следствие.
В конце года происходил суд над фениями по обвинению в заговоре. Незадолго до суда главный обвиняемый, Джеймс Стефенс, бежал из тюрьмы, не без ведома стражи, и это, по-видимому, подтверждало слухи о распространении фенианизма между правительственными чиновниками. Над остальными обвиняемыми произнесён строгий приговор.
Однако волнения в Ирландии продолжались; в Дублине объявлено осадное положение (январь 1866 года).
Давно ожидаемый билль о парламентской реформе внесён Гладстоном 12 марта в нижнюю палату. Установленный в нём избирательный ценз был выше, чем в палмерстоновском проекте 1860 года. Но самому щедрому расчёту общее число избирателей могло увеличиться всего на 400 000, из которых только половина приходилась бы на долю рабочих. Перевес высших классов остался бы почти нетронутым. Гладстон разделил вопрос на две части, предложив парламенту пока только изменение ценза и отсрочив прения о новом распределении парламентских мест. Консервативная оппозиция реформе встретила поддержку со стороны некоторых вигов, сгруппировавшихся вокруг Горсмана и Лоу. На враждебные реформе речи этих отщепенцев отвечал Брайт, сравнивший их образ действий с бегством «в политическую пещеру Адулама». Отсюда название «адуламитов», присвоенное новой фракции, численность которой постепенно возросла до 40 членов.
Несмотря на негодование, с которым отнеслась общественность к старым и новым противникам билля, второе чтение его было допущено большинством всего 5 голосов. Тогда Гладстон внёс в парламент билль о новом распределении парламентских мест, отличавшийся такой же умеренностью, как и избирательный закон. Перераспределению подлежали всего 49 мест, принадлежащих мелким местечкам, причём последние утрачивали своё избирательное право не вполне, а лишь отчасти. Предполагалось соединить несколько таких местечек, соответственно степени их населённости, в новые избирательные округа, а освободившиеся места равномерно разделить между сельскими и городскими округами. Второе чтение этого билля прошло почти без всяких прений. Но когда приступлено было к специальному обсуждению избирательного закона, один из адуламитов, лорд Дункеллин, предложил поправку, принятие которой было бы равносильно удержанию высокого избирательного ценза. Гладстон воспротивился этому предложению, и так как оно было принято 315 голосами против 304, то министерство подало в отставку.
Образование нового министерства поручено предводителю оппозиции, лорду Дерби; в состав его вошёл и Дизраэли. После горячих прений о результатах следственной комиссии, отправленной на Ямайку, правительство решило ограничиться увольнением бывшего губернатора и не давать делу дальнейшего хода.
Между тем, агитация в пользу реформы постоянно усиливалась, вызывая громадные митинги в главнейших городах Англии и Шотландии. Консервативное правительство убедилось, что вопрос о реформе не может быть дольше отсрочен. 25 февраля 1867 года Дизраэли изложил основы нового билля о реформе; но он никого не удовлетворил и на другой день был взят назад. Новый проект реформы был внесён в палату 18 марта. Он оказался радикальнее всех предыдущих, предоставляя избирательное право всем домохозяевам без исключения. Медленно, но твёрдо подвигаясь вперёд, плотно стягивая ряды своей партии и в то же время делая неизбежные уступки либералам, Дизраэли благополучно провёл свой проект в нижней палате, а принятию его пэрами способствовало влияние графа Дерби.
15 августа новый закон получил королевскую санкцию. Независимо от внутреннего значения этой реформы, она была важна ещё по своему влиянию на состав партий: брешь, образовавшаяся в рядах либералов вследствие отделения адуламитов, ещё более увеличилась во время прений 1867 года, и вообще вся прежняя организация либеральной партии оказалась непрочной. С другой стороны, и консервативная партия потеряла благодаря новому избирательному закону, названному графом Дерби «скачком в темноту», свои старые устои.
Фенианизм пережил в течение 1867 года самый острый фазис своего развития (Восстание фениев). За попыткой овладеть цитаделью Честер последовали восстания в Западной Ирландии. Билль о приостановке действия Habeas corpus возобновлён на время до марта 1868 года.
Конфедеративное устройство британских владений в Северной Америке получило санкцию парламента. Из новой конфедерации исключены были только Остров Принца Эдуарда, Ньюфаундленд, Британская Колумбия и остров Ванкувер.
Взрыв лондонской тюрьмы с целью освобождения арестованных фениев вновь остро поставил ирландский вопрос. Сознавая невозможность разрешить его одними преследованиями, Гладстон в начале сессии 1868 года внёс в парламент три резолюции, в которых констатировалась необходимость уничтожения ирландской государственной церкви. Резолюции были приняты большинством 65 голосов. Министерство, возглавляемое Дизраэли во время болезни Дерби, взывало к народу. 31 июля разошёлся последний парламент, избранный на основании закона 1832 года.
К 1868 году удачно для Англии окончилась англо-эфиопская война, вызванная отказом освободить пленных англичан.
Новые выборы дали либеральное большинство в 118 голосов. Дизраэли подал в отставку; организацию министерства поручили Гладстону (декабрь 1868 года). Кроме членов прежнего либерального кабинета, в министерство вошли Джон Брайт и «адуламит» Лоу, успевший помириться с либералами.
Сессия 1869 года открылась освобождением многих фениев и заявлением о предстоящем восстановлении закона Habeas corpus в Ирландии. 1 марта Гладстон внёс в нижнюю палату свой ирландский церковный билль. Он предложил немедленно прекратить выдачу содержания ирландским священникам и передать всё церковные имущества королевской комиссии, которая примет на себя выплату пожизненных доходов владельцам духовных мест. Ирландские епископы должны были лишиться своих мест в верхней палате, ирландские церковные суды — прекратить свою деятельность. Из 16,5 миллиона стоимости имущества ирландской церкви она сохраняла право только на 6,5 млн, тогда как остальные 10 млн должны были быть употреблены частью на общеполезные цели, частью на пособие католикам и пресвитерианам. Нижняя палата приняла этот билль большинством 361 голос против 247. Палата лордов хотя и одобрила его в третьем чтении, но со многими поправками. Так как эти поправки были отвергнуты нижней палатой, а лорды не уступали, то одно время возникли опасения, что реформа не состоится; но столкновение было устранено посредством компромисса между графом Грэнвилем и лордом Кэрнсом, предводителем оппозиции.
После разрешения ирландского церковного вопроса встал откладываемый ирландским восстанием вопрос новой реформы — изменение поземельных отношений в Ирландии, что составило основу сессии 1870 года. 15 февраля Гладстон внёс в нижнюю палату свой ирландский билль. Предполагалось признать за фермерами по окончании срока аренды право на вознаграждение за все произведённые ими улучшения и постройки; облегчить фермерам посредством пособий из государственной казны покупку поземельной собственности, а земледельцам — возделывание неплодородных земель; наконец, учредить третейские суды для разбора всех споров и недоразумений между фермерами и помещиками. Билль прошёл в обеих палатах и 1 августа вступил в силу. Кроме того, обе палаты одобрили предложенный Форстером новый закон о народном образовании (первоначально для Англии и Уэльса). Всю страну предполагалось разделить на школьные округа и затем выяснить, насколько существующие в каждом округе школы соответствуют истинным потребностям населения. Те округа, в которых состояние школ окажется удовлетворительным, могли оставаться на прежнем положении, тогда как в остальных предполагалось открыть соответственное число новых школ. Для этих новых школ устанавливались следующие три основных правила:
1. соответствие преподавания с узаконенной парламентом программой,
2. надзор правительственных инспекторов безотносительно к религиозным различиям,
3. полная свобода совести, в силу которой никто из учеников не может быть принуждаем, помимо воли родителей, к участию в религиозном преподавании.

Принятие или непринятие этих правил предоставлено доброй воле школьного начальства, но только в случае принятия их школа приобретает право на пособие со стороны парламента.
Во время франко-прусской войны 1870—1871 годов правительство Гладстона объявило о нейтралитете Англии и заключило с обеими воюющими державами договоры о сохранении независимости и нейтралитета Бельгии. В начале войны население было настроено в пользу Германии, но с водворением во Франции республики оно перешло на сторону последней.
При открытии парламента в 1871 году нашлись сторонники воинственной политики, обвинявшие правительство в уступчивости России по черноморскому вопросу; но общественное мнение высказалось за совершившийся факт. 13 марта между Пруссией, Австро-Венгрией, Османской империей, Великобританией, Францией, Российской империей и Италией подписан Лондонский договор о Чёрном море.
К этому же времени относится передача в третейский суд Дела «Алабамы», долго составлявшего предмет спора между Англией и США и решённого в 1872 году.
Королевский рескрипт от 1 октября 1871 года запрещал покупку офицерских дипломов. Во время сессии 1872 года билль, вводивший тайную подачу голосов, был принят палатой общин, но в палате лордов подвергся изменениям, на которые правительство не нашло возможным согласиться. Тогда большая часть поправок была взята назад, кроме одной, в силу которой билль должен был иметь силу закона не больше как на 8 лет. Нижняя палата приняла эту поправку, после чего новый билль получил силу закона. Предложение Якова Брайта о предоставлении избирательного права женщинам отвергнуто в нижней палате большинством 222 голоса против 143.
13 февраля 1873 года Гладстон внёс в палату общин билль о даровании Дублинскому университету самостоятельной организации и возможности конкурировать с другими высшими учебными заведениями. Этот билль встретил сильное противодействие как со стороны католической иерархии, претендовавшей на исключительное господство над высшим образованием, так и со стороны консерваторов и даже радикалов, обвинявших Гладстона в уступчивости этой самой иерархии. Палата отклонила билль 287 голосами против 284. Министерство немедленно подало в отставку, и королева поручила Дизраэли образование нового кабинета. Не рассчитывая на большинство в нижней палате, он поставил условием роспуска парламента. Это условие не было принято, и по желанию королевы Гладстон остался в должности.
Ещё в 1872 году от ирландских фениев отделилась особая партия так называемых гомрулеров под предводительством Айзека Батта и Сэлливана, поставивших главной целью своей деятельности достижение автономного правительства (англ. Home Rule «самоуправление»), с самостоятельным парламентом для внутренних дел Ирландии. Число приверженцев этой партии росло, и она пользовалась поддержкой всех католических епископов Англии. Архиепископ Маннинг публично агитировал в пользу учреждения католического университета в Лондоне, ректор которого стоял в прямой зависимости от Папы.
Между внепарламентскими событиями заслуживают внимания миссия сэра Бартля Фрера в Занзибаре и война с ашантиями. Назначение Фрера привела к отмене торговли невольниками, которая самым бесцеремонным образом велась занзибарским султаном Сеид-Бургашем и его подданными. Безрассудное управление Фрера вызывало нарекания Гладстона и Уайтхолла.
Война с ашантиями закончилась в феврале 1874 года взятием и разрушением Кумассы, столицы короля Какари, который немедленно подписал мирный договор. Английское правительство соединило теперь Золотой берег, Невольничий берег и область Лагоса в одну общую колонию под названием «Золотобережной колонии».
Не располагая больше прочным большинством в нижней палате, Гладстон решил апеллировать к населению (в январе 1874 года). Из 653 вновь избранных членов нижней палаты 351 принадлежали к консервативной, 302 — к либеральной партии. Дизраэли принял на себя образование нового кабинета. Предложение Тревильяна о распространении избирательного права домохозяев на сельское население было отвергнуто 287 голосами против 173. Предложение Бэтта и гомрулеров об учреждении ирландского парламента тоже было отвергнуто 458 голосами против 61. Верхняя палата приняла внесённый архиепископом Кентерберийским билль о церковной дисциплине, имевший целью положить преграды католизирующим поползновениям так называемых ритуалистов в недрах английской церкви. Нижняя палата присоединилась к этому постановлению.
Колониальные владения Англии увеличились присоединением островов Фиджи в сентябре 1874 года.
Необычайное распространение католицизма в Англии, выразившееся основанием епархий, церквей, монастырей, а также обращением многих духовных и членов высшей аристократии, вызвало некоторую тревогу в стране.
В течение 1874—1875 годов Гладстон в целом ряде брошюр защищал принцип религиозной свободы против декретов Ватикана. Парламентская сессия 1875 года была одна из самых бесплодных в законодательном отношении. Гладстон отказался от руководства либеральной партией, и его место занял маркиз Хартингтон. Предложенные правительством смягчения в исключительных законах для Ирландии приняты обеими палатами. Также принят закон об упорядочении взаимных отношений между рабочими и руководителями. Многочисленные митинги «в защиту моряков» заставили правительство провести временный закон, уполномочивавший его не допускать отправки в море судов сомнительной прочности. Предложение о допущении женщин к парламентским выборам и о распространении избирательного права домохозяев на сельское население отвергнуто в третий раз.
К событиям в Турции (Герцеговинское восстание) правительство отнеслось с большой сдержанностью. Заявление турецкого правительства, что оно вынуждено уменьшить наполовину процентов по своему государственному долгу, и присоединившиеся к этому другие признаки его финансовой несостоятельности заметно охладили расположение Англии к Турции. Значительная часть народа постепенно отвыкла от мысли об обязанности Англии при всевозможных условиях отстаивать целостность Османской империи; в печати стали высказываться за автономию Боснии и Герцеговины.
Изыскивая способы сохранить влияние в регионе на случай падения турецкой гегемонии в Европе, Англия решила завладеть Суэцким каналом, обеспечивавшим судоходство в Индию, и выкупила у нуждавшегося в деньгах египетского хедива акции Суэцкого канала. Это не понравилось ни России, ни Франции, построившей канал большей частью на свои средства. Для упорядочения египетских финансов по просьбе хедива в Египет направлен целый штат английских чиновников, составлен проект мобилизации английской армии, в основание которого положена совершенно новая организация, по образцу прусской системы.
В сессию 1876 года проведён закон, запрещающий детям младше 9 лет трудиться на фабриках (Фабричное законодательство Великобритании в XIX веке).
Много труда стоило Дизраэли провести билль, уполномочивавший королеву принять титул «императрицы Индии». Дизраэли мотивировал своё предложение тем, что новый титул будет принят в Индии за символ единства Англии и Индии, а за границей — как знак непоколебимой решимости английской нации защищать свои права на Индию. Официальное принятие титула последовало 26 апреля 1876 года и затем 1 января 1877 года с восточной торжественностью было возвещено вице-королём Индии в городе Дели, в присутствии индийских владетелей. При закрытии парламента Дизраэли перешёл в верхнюю палату, с титулом графа Биконсфильда.

### Балканский кризис
Политика правительства по восточному вопросу выразилась отклонением меморандума князя Горчакова, выработанного на конференции в Берлине Бисмарком, князем Горчаковым и Андраши и заключавшего в себе изложение программы так называемого «союза трёх императоров».
Сербская война, популярная среди либералов, а ещё более весть о турецких жестокостях в Болгарии поставили правительство в щекотливое положение. Граф Дерби вынужден заявить Турции, что ввиду всеобщего негодования, возбуждённого её зверствами, она не может рассчитывать на поддержку даже в случае прямого объявления войны Россией. Больше 200 митингов выразили протест против солидарности Англии с турецкими палачами; государственники, вроде Гладстона и Стратфорда Редклифа, горячо доказывали в брошюрах и открытых письмах необходимость автономии для христианских провинций Турции. Когда вспыхнула русско-турецкая война (1877—1878), либералы отстаивали право балканских народов восстать против османского правительства. Консервативные министры ответили, что Турции обещана лишь нравственная поддержка, но в случае угрозы для Константинополя Англия обещает вмешаться.
В конце сессии радикалы так называемой «молодой Ирландии», между которыми особенно выделялись Парнелл, Салливан, О’Доннел, образовали крайнюю левую гомрулерскую партию, решившую во что бы то ни стало заставить парламент обратить внимание на бедственное положение Ирландии. Орудием для своей борьбы они выбрали сам устав парламента и искусно пользовались им, чтобы систематически тормозить деятельность палаты, замедлять ход прений и делать недействительными решения. Парламенту пришлось изменить издавна принятый порядок делопроизводства. В этом смысле были сделаны предложения лидером нижней палаты Стафордом Норткотом, которые были приняты палатой.
Недостаточность этих мер обнаружилась весьма скоро, во время прений о южно-африканской конфедерации. Несмотря на возраставшее нетерпение палаты, парнелитам удалось принудить парламент к 18 голосованиям, большей частью по чисто формальным вопросам, и, взаимно сменяя друг друга в заранее определённые сроки, продлить заседание на целые 26 часов, до двух часов пополудни другого дня. Только угроза Норткота побудить собрание к принятию специальных мер против дерзкого меньшинства могла привести прения к концу.
После осады Карса и падения Плевны султан обратился к английскому правительству с просьбой о посредничестве. Общее возбуждение, вызванное событиями войны, дошло теперь до кульминационного момента.
По всей Англии собирались митинги враждующих партий. Консерваторы выражали свою симпатию туркам и ненависть к России, а либералы протестовали против всякого вмешательства со стороны Англии, которое могло бы привести к разрыву с Россией и парализовать освободительные результаты русско-турецкой войны. В среде самого министерства существовало разногласие. Противниками крайних мер были графы Дерби и Карнарвон. Последний уже в январе 1878 года вышел в отставку; выход первого был предупрежден отменой приказания, в силу которого английский флот должен был войти в Дарданеллы. Несколько позже, однако, когда русские войска стояли под Константинополем, английский флот вступил в Мраморное море и парламент разрешил кредит в 6 млн фунтов стерлингов на военные цели. Обещание России не занимать Галлиполи, а также согласие Англии удалить свой флот из окрестностей Константинополя дали более успокоительный оборот делу. После заключения Сан-Стефанского мира министерство по соглашению с Австрией решило требовать, чтобы на обсуждение европейского конгресса были внесены не отдельные части русско-турецкого мирного трактата, а весь трактат, так как только при этом условии будет гарантировано право держав подавать свой голос по вопросам, касающимся изменения трактатов 1856 года.
Несогласие России на это требование вызвало воинственные решения английского кабинета, имевшие последствием отставку графа Дерби. 1 апреля в обеих палатах прочитано было королевское послание о созыве резервов. В тот же день новый министр иностранных дел, лорд Салисбэри, отправил к европейским правительствам циркулярную депешу, которая немедленно была обнародована в газетах и своей резкой критикой Сан-Стефанского договора вызвала восторженное одобрение английских шовинистов. 7000 человек индийских войск отправлено в Мальту. Перед мыслью о войне с ужасом отступали, однако, многие влиятельные кружки английского народа. Собравшаяся в Лондоне конференция из 400 духовных лиц разных диссентерских общин передала Гладстону адрес, враждебный воинственной политике. В Манчестере состоялся митинг из 1800 депутатов от либеральных ассоциаций Англии под председательством Брайта и Чембэрлена, на котором единогласно был принят протест против войны с Россией. Несколько новых выборов оказались не в пользу правительства. В палате общин лорд Гартингтон предложил вотировать порицание правительству за перемещение войск в мирное время из одной части государства в другую. Предложение это было отвергнуто.
Между тем состоялся Берлинский конгресс, на котором представителями Англии были лорды Беконсфильд (Дизраэли) и Солсбери. Решения конгресса были дипломатической победой для Англии, тем более что она приобрела остров Кипр.
Английские уполномоченные были встречены в Лондоне шумными ликованиями, как вестники «почётного мира» (англ. peace with honour). Предложение лорда Гартингтона вотировать порицание восточной политике министерства отвергнуто 388 голосами против 195. О важных законодательных мерах во время сессии 1878 года не могло идти речи ввиду преобладающего значения внешней политики. Партия гомрулеров возобновляла по различным поводам свою обструкционную тактику, но воздерживалась от повторения сценариев вроде прошлогодних. Важным событием в истории стал разрыв между её умеренными и революционными элементами по поводу прений об убийстве крупного землевладельца графа Лейтрима.

### Поздневикторианский период
Вскоре после закрытия парламента пришло известие о продвижении русских к Амударье и о прибытии русского посольства в Кабул. Таковой была реакция России на переброску индийских войск на Мальту. Со своей стороны Дизраэли решился отказаться от политики невмешательства в Афганистане, которой придерживались его предшественники. Когда афганский эмир Шир-Али не согласился на пребывание английских резидентов в Кандагаре и Герате, англо-индийское войско вступило в Афганистан и быстро заняло Пейварский проход, устранив таким образом одно из главных препятствий на пути в Кабул.
В начале 1879 года Шир-Али бежал из Кабула и скоро умер. Его преемник Якуб-хан заключил мир с Англией.
Окончилась и война с зулусами, начатая ещё в 1878 году по вине генерал-губернатора южно-африканских колоний сэра Бартля Фрера. Медленное её течение нанесло Дизраэли удар, от которого ему не удалось оправиться.
Финансовые результаты воинственной политики министерства весьма ощутимо отразились на бюджете 1879 года. В нём оказался дефицит в 5 млн фунтов стерлингов, хотя правительство не внесло в него расходы на зулусскую войну и предложило покрыть издержки на афганскую войну беспроцентным займом из консолидированного фонда за счёт Индии. Против этого финансового манёвра протестовали влиятельные либералы. Они указали также на общее увеличение государственных расходов за четырёхлетнее управление министерства Дизраэли (1874—1878), доходившее сравнительно с предшествовавшим четырёхлетием (1870—1874) до 10 млн фунтов стерлингов в год. И хотя министерское большинство всё ещё оставалось в силе, чтобы заглушить эту критику, но факт несомненного финансового регресса оказал влияние на политическое настроение нации.
Сложности Англия встретила и в Египте, где сместили представителей англо-французской администрации. В это дело вмешались не только Франция и Англия, но и остальные великие державы. 26 июня решено было низложить хедива в пользу его сына Тауфика, обязав последнего восстановить прежний порядок.
В области внутренних дел главной правительственной мерой стал билль об армии, возбудивший оживлённые прения, в особенности по вопросу о дисциплине в военных тюрьмах и о сохранении или отмене телесных наказаний.
Второй важной мерой был закон об ирландском университете, основавший в Дублине учёную корпорацию, на обязанности которой, по примеру Лондонского университета, лежало не преподавание, а проведение экзаменов и раздача учёных степеней, премий и стипендий. Другим биллем из излишка доходов от ирландских церковных имуществ отчислена была сумма в 1 300 000 фунтов стерлингов в пенсионный фонд для учителей ирландских начальных школ. Отменён был закон 1793 года, запрещавший собрания делегатов ирландских графств.
Парнелл воспользовался этой уступкой для основания в Дублине ирландского национального конвента (англ. National Irish Convention), ставшего центральным органом стремлений гомрулеров. Рост поставок хлеба и мяса, особенно из США, вкупе с последствиями череды неурожаев породил идею хотя бы частичного восстановления протекционистской политики. Возникла партия, требовавшая замены господствующей свободы торговли (англ. free trade) так называемой честной торговлей (англ. fair trade), то есть такой торговой системой, которая была бы основана на взаимных международных уступках. Требования этих «фэртрэдеров» были признаны Дизраэли неосуществимыми. В течение лета организовался фермерский союз «англ. Farmers alliance», стремившийся к реформе законов, касающихся землевладения, и к лучшему представительству земледельческого класса в парламенте. Палата общин решила образовать специальную комиссию для расследования причин господствующего зла и изыскания средств к его устранению. Нужда земледельческого населения, особенно в Ирландии, достигла, между тем, удручающих размеров.
Под руководством Парнелла и О’Коннора началась агитация против ренты, с лозунгом «Ирландская земля — ирландскому народу!». Парнелл рекомендовал образование фермерского союза, понижение арендной платы и в случае несогласия землевладельцев — прекращение всяких платежей. Национальный ирландский конвент стал как бы парламентом недовольных ирландцев. В то же время Парнелл в союзе с Дэвитом, помилованным фением, снова вызвал к жизни Ирландскую поземельную лигу, ближайшая цель которой состояла в сборе денег для покупки ирландских земель в пользу ирландского народа.
Тяжким ударом для министерства стала весть о погроме в английском посольстве в Кабуле. Война с Афганистаном стала неизбежной. В октябре генерал Фредерик Робертс взял Кабул, остальная страна осталась в руках восставшего народа.
Парламент в начале 1880 года распустили. В своём избирательном манифесте Дизраэли клеймил автономистов именем преступных нарушителей мира, возводил на либеральную партию обвинение в политике, рассчитанной на уничтожение всемирного господства Англии, и ставил сохранение могущества и величия Англии, а также всеобщего мира, в зависимость от победы консервативного правительства. Новый парламент состоял из 349 либералов, 243 консерваторов и 60 автономистов.
Дизраэли подал в отставку. Гладстон 28 апреля возглавил новое министерство. При открытии парламента много шума наделал инцидент с присягой атеиста Чарльза Брэдлоу.
В первое время в среде гомрулеров господствовало примирительное настроение относительно нового министерства, которое, со своей стороны, решило не возобновлять билль об исключительных законах. Вследствие череды неурожаев положение сельского населения, особенно в западной части Ирландии, усугубилось, они больше не имели возможности оплачивать аренду. Должников массово арестовывали, что вызывало крестьянские протесты, подавляемые полицией. Гомрулеры требовали издания хотя бы какой-нибудь временной меры для защиты бедствующего сельского населения от несправедливых притязаний собственников земли. Министр по делам Ирландии Форстер, уступая этому требованию, внёс билль, восстанавливавший только некоторые определения земельного закона 1870 года. Противодействуя этому биллю, фракция тори, избравшая своим девизом непримиримую борьбу с министерством Гладстона и отделившаяся под предводительством лорда Рэндольфа Черчилля от главной консервативной группы, повела систему обструкционизма даже дальше, чем прежде гомрулеры.
В Афганистане англичане действовали успешно и провозгласили эмиром Абдур-Рахмана.
В Южной Африке буры Трансвааля восстали. Проект конфедеративного устройства разбился о сопротивление Капской колонии.
В Ирландии общее возбуждение сопровождалось массовыми митингами. Парнелл предложил систему общественного остракизма против всякого, кто осмелится брать в аренду земли, откуда были выдворены прежние арендаторы, или кто каким бы то ни было образом будет действовать наперекор земельной лиге. Против судебных чиновников чинился самосуд, но полиция не могла найти виновных.
Правительство увеличило численность войска и привлекло к суду 14 главных членов земельной лиги, в том числе Парнелла, по обвинению в мятежнической агитации. До какой степени ирландский народ принял близко к сердцу рекомендованное Парнеллом средство общественного остракизма показала история с капитаном Бойкоттом, фермером и земельным агентом в Майо, по имени которого вся эта система, принявшая характер настоящего террора, получила название бойкотирования. Вскоре в Ирландии, кроме Ольстера, не осталось ни единого уголка, где бы лига не имела своих отделений и тайных судов, члены которых располагали страшным оружием бойкотирования. По делу членов земельной лиги присяжные не могли прийти к соглашению, и судебное производство осталось без результата. В начале 1881 года парламенту предложены билль для подавления анархии в Ирландии и земельный билль, клонившийся к преобразованию аграрных отношений. Гомрулеры заявили о своём твёрдом намерении затормозить во что бы то ни стало первый из этих биллей. Прения тянулись 42 часа подряд. Наконец, билль прошёл в первом чтении; но уже в тот же день по поводу предложения о втором чтении гомрулеры возобновили свою обструкционную тактику.
Совершенно ясной стала необходимость изменений в самом уставе палаты. Внесённое предложение Гладстона вызвало новые дискуссии, но было принято. Однако, ирландским депутатам удалось затянуть утверждение билля на целых 12 заседаний. Затем наступила очередь земельного билля. Он заключал в себе следующие главные постановления: ограничение права помещика отказать фермеру в дальнейшем содержании аренды; обеспечение за фермерами стоимости всех произведённых ими на арендуемом участке улучшений; пересмотр чрезмерно возвышенной арендной платы особыми оценочными присутствиями, определения которых должны быть одинаково обязательны как для помещиков, так и для фермеров; увеличение арендных сроков; наконец, выдача ссуд на улучшение или покупку арендуемых имений, на поднятие пустопорожних земель, равно как на переселение безнадёжно обнищавших. Несмотря на множество поправок, в существенных своих пунктах билль остался без изменений; но после рассмотрения его лордами он вернулся в нижнюю палату неузнаваемым. Министерство изъявило готовность к уступкам, но отвергло все поправки, которыми нарушалась главная цель билля. Лорды стояли на своём. Гладстон сделал ещё несколько уступок, и наконец билль получил королевскую санкцию (август 1881).
В апреле того же года скончался Дизраэли, пост которого, как предводитель консервативной партии в верхней палате, занял лорд Солисбери. В Трансваале вспыхнуло восстание боэров. При посредстве Оранжевой республики открыты переговоры, окончившиеся миром, в основу которого легло признание верховных прав королевы и самоуправление буров.
Правительство спокойно смотрело на занятие Туниса Францией, но на будущее заявило свой протест против расширения французского влияния на Триполи.
Старания возобновить заключённый Кобденом в 1860 году англо-французский торговый договор, в котором выдающееся участие принял с английской стороны Чарльз Дильк, разбились о сопротивление французских протекционистов.
Ирландская земельная лига была закрыта правительством; оценочные присутствия для пересмотра арендных платежей открыли свою деятельность, оживившую надежды на лучшее будущее. Но уже в первых числах 1882 года обнаружилось новое брожение враждебных элементов. Тайные общества фениев старались занять пробел, оставшийся за уничтожением земельной лиги; их поддерживали денежные пособия и эмиссары из США.
В начале сессии 1882 года произошло столкновение между Гладстоном и верхней палатой. Последняя постановила избрать специальную комиссию для исследования результатов ирландского земельного билля. По мнению Гладстона, такая комиссия, назначенная землевладельцами и в интересах землевладельцев, могла оказать только вредное влияние на начатое в Ирландии дело умиротворения. Потому он предлагал вотировать порицание верхней палате, что и было принято большинством 303 голоса против 235.
Лорды всё-таки избрали комиссию, но, не пользуясь содействием правительства, она осталась бездеятельной. Тори сами нашли необходимым пойти навстречу требованиям земельной лиги и внесли предложение содействовать фермерам в покупке арендуемых ими участков из казённых средств, требуя в то же время более строгих мер против тайных обществ. Примирительное настроение нарушила весть об убийстве 6 мая 1882 года нового министра по делам Ирландии лорда Фредерика Кэвендиша и его товарища Томаса Бёрка в Феникс-парке Дублина. Это убийство было делом тайных обществ, которые слышать не хотели о соглашении. 11 мая Гаркорт внёс в нижнюю палату билль о предупреждении преступлений, который, кроме других мер охранения общественной безопасности, заключал в себе разрешение производить домовые обыски днём и ночью, назначение чрезвычайных судов, право запрещения газет и общественных сходок. Билль был принят обеими палатами. Вслед за этим Гладстон провёл другой закон, имевший целью оказать помощь беднейшим ирландским арендаторам.
В сфере внешней политики главный интерес представляли египетские дела. Ещё осенью 1881 года в Египте образовалась военная партия под предводительством Ораби-паши, выступавшая против иностранного засилья. В связи с этим 11 июня 1882 года произошло восстание в Александрии, в ходе которого английский консул получил ранение. 15 июня Гладстон озвучил в парламенте свою египетскую политику в 3 главных положениях: совместное действие с Францией, уважение к верховным правам Порты и водворение прочного порядка в Египте в интересах Европы и с одобрения великих держав. В том же духе действовала собравшаяся в Константинополе европейская конференция (23 июня). Но медлительность Порты, нерасположение Франции к вооружённому вмешательству и активность Ораби-паши развязали руки Англии. Боясь потерять контроль над Суэцким каналом, Англия 11 июля приказала британскому флоту под начальством адмирала Сеймура открыть огонь по александрийским фортам.
13 июля Ораби покинул город, который подожгли жители. Заняв Александрию, англичане обратили свои силы против Ораби. В Египет был послан самый выдающийся английский полководец Гарнет Вулзли, который уже 13 августа одержал при Тель-эль-Кебире победу над Ораби-пашой. Последний сдался в плен и был доставлен на остров Цейлон.
К концу сессии приняты предложенные Гладстоном изменения в парламентском уставе. Главнейшими из них было так называемое правило о закрытии (англ. closure), которым спикеру предоставлялось право с согласия большинства признать прения оконченными и учреждение так называемых больших комитетов (англ. grand committees) для предварительной разработки специальных вопросов, которые до сих пор обсуждались в полном заседании палаты. Этими двумя постановлениями в значительной степени ограничена возможность злоупотребления свободой слова. В составе министерства произошли важные перемены. Брайт вышел в отставку немедленно после бомбардировки Александрии. Гладстон уступил портфель финансов Чайльдерсу, оставив за собой только пост первого министра, и в кабинет вступили новые члены: лорд Дерби, открыто перешедший в либеральный лагерь, и Чарльз Дильк, принадлежавший к радикальному крылу партии.
В сессии 1883 года министерство всё ещё располагало большинством в палате общин. Закон против изготовления и продажи взрывчатых веществ прошёл в обеих палатах в один и тот же день. Благодаря избранным на основании нового парламентского устава большим комитетам, палата с непривычной быстротой приняла внесённые министерством законы о несостоятельности, о злоупотреблениях при парламентских выборах и об ограждении прав изобретателей. Точно так же был принят, хотя не без сильного сопротивления, закон об улучшении быта английских и шотландских фермеров.
В Ирландии дела шли по-прежнему. Как далеко раскинулась сеть фенианских заговоров, доказало убийство Кэри, одного из главных свидетелей по делу убийства в Феникс-парке; он был убит на британском пароходе как раз в тот момент, когда собирался сойти на африканский берег.
В Египте дела усложнились вследствие беспорядков, вспыхнувших в Судане. Ещё в 1882 году там возникло национально-религиозное движение, во главе которого стал Мухаммад Ахмад аль-Махди. 1 ноября 1883 года он наголову разбил египетскую армию, которой командовали английские офицеры, а несколько дней спустя другой отряд потерпел поражение при Суакине. Взрыв негодования, охвативший всю нацию, вынудил Гладстона назначить генерал-губернатором Судана генерала Гордона. Гордон немедленно поспешил к месту своего назначения, но был плохо снабжён войском и деньгами. Египетская армия под начальством англичанина Бэкера была наголову разбита 11 февраля 1884 года Османом Дигной при Эль-Тебе, Гордон без провианта и с гарнизоном отступил во враждебный Хартум. Англичане требовали не бросать генерала на произвол судьбы, и министерство решило послать к нему на выручку генерала Вулзли. Но прежде чем передовой отряд новой армии достиг Хартума, город сдался от голода, а Гордон был убит 26 января 1885 года. Вулзли получил приказ отступить. К концу мая все английские военные силы возвратились назад в Верхний Египет.
Если, несмотря на малоотрадный исход египетских дел, палата отвергла предложенное тори порицание министерству, то это объясняется тем, что целым рядом реформ в области внутренней политики Гладстон сумел приобрети себе надёжных сторонников между радикалами. В числе этих реформ первое место занимал новый избирательный закон, устранявший разницу между сельскими и городскими избирателями и предоставлявший избирательное право в графствах каждому наемщику квартиры; сверх того, избирательное право даровано прислуге, обладающей цензом в 10 фунтов. Таким образом создавалось 2 млн новых избирателей. Нижняя палата приняла этот билль 26 июня 1884 года, но верхняя постановила не приступать ко второму чтению до тех пор, пока министерство не внёсёт своего билля о распределении избирательных округов. Гладстон не согласился на это требование.
Под влиянием нападений со стороны печати лорды уступили; избирательный билль был ими принят. Вскоре после того осуществилась и другая половина реформы: многие маленькие городки были лишены права иметь своего особого депутата, число представителей от больших городов было увеличено, графства разделены на избирательные округа с приблизительно равной численностью населения. Слабые успехи Гладстона на поприще иностранной политики, а с другой стороны, его предупредительность к радикалам и ирландским автономистам уже давно вызвали отчуждение между ним и умеренными вигами. Это повело к тому, что когда 3 июня 1885 года, по поводу бюджета, Гикс-Бич внёс резолюцию о выражении недоверия правительству, последнее понесло поражение и вышло в отставку.
Составление нового кабинета было поручено главе тори, маркизу Солсбери. Сам он принял на себя министерство иностранных дел. Норткот, перешедший в это время с титулом лорда Иддесли в верхнюю палату, стал президентом тайного совета, Гикс-Бич получил заведование финансами, а лорд Черчилль — министерство по делам Индии.
Новый кабинет довольно счастливо повёл свою иностранную политику: отношения к Германии, поколебленные успехами последней в Африке, улучшились, несогласие с Россией по поводу афганских границ улажено, генерал Прендергаст занял Бирму (Третья англо-бирманская война), и уже 1 января 1886 года вице-король Индии провозгласил присоединение Бирмы к Британской империи.
Между тем, в начале декабря 1885 года на основании нового избирательного закона прошли парламентские выборы, принёсшие либералам значительное число голосов благодаря содействию сельских избирателей, пожелавших выразить Гладстону и его друзьям свою благодарность за дарованные им политические права. В общем избрано 333 либерала, 251 тори и 86 ирландских автономистов. В парламенте ирландцы соединились с друзьями Гладстона, и уже 26 января 1886 года кабинету Солсбери нанесено поражение по поводу адреса. Тори вышли в отставку.
Так как умеренные виги, как лорд Гартингтон и Гошен, держались в стороне, то кабинет составился преимущественно из друзей Гладстона и радикалов — лорда Росбэри, Чайлдерса, Морлея, Чэмберлена. Гладстон немедленно внёс в нижнюю палату два законопроекта для умиротворения Ирландии. Одним из них предполагалось при помощи выкупной операции обратить крупную поземельную собственность, находившуюся исключительно в руках англичан, в свободное крестьянское владение, а другим — даровать Ирландии туземное правительство и особый народный парламент. Новый ирландский парламент должен был состоять на ²/3 из выборных членов и на 1/3 из членов, назначаемых английским правительством. Его ведению должны были подлежать все дела, касающиеся Ирландии, за исключением иностранной политики, таможенных и военных вопросов; взамен этого ирландские члены лишались своих мест в парламенте Соединённого королевства.
Против этого последнего билля в стране выступила оппозиция; на него ополчились не только все консерваторы, но и умеренные виги с лордом Гартингтоном во главе; даже многие радикалы высказались против закона, последствием которого было бы столь далеко идущее разъединение между Ирландией и Англией. Чемберлен вышел из кабинета вместе со своим другом Тревельяном. Закон об ирландской автономии был отвергнут в нижней палате (7 июня) большинством 341 голос против 311. Гладстон апеллировал к стране, но после необычайно возбуждённой избирательной борьбы народ высказался, в июле 1886 года, против министерства. В новый парламент, кроме 86 ирландских автономистов, попал всего 191 сторонник Гладстона, тогда как тори получили 317 мест, а либеральные унионисты — 76.
Так как Гартингтон отказался вступить в кабинет, то Солсбери составил министерство из тори, в которое вошли, между прочим, лорд Иддесли, Гикс-Бич, лорд Черчилль и Кренбрук. Ирландия ответила на низвержение министерства Гладстона новыми аграрными преступлениями и уличными беспорядками. Диллан и О’Брайен, предводители национальной лиги, образовавшейся вместо прежней земельной лиги, вербовали сторонников для своего «плана нового похода». По этому плану предполагалось назначить от лиги доверенных лиц для установления арендной платы в каждом частном имении Ирландии; если помещики не примут сделанных этими доверенными оценок, то арендаторы должны совсем прекратить платеж аренды. Ирландские депутаты старались ставить правительству затруднения в нижней палате, но поправка Парнелля к адресу была отклонена вместе с его земельным законопроектом, которым предполагалось уменьшить арендную плату на 50 %.
В конце 1886 и в начале 1887 года в министерстве произошли перемены. Прежде всего неожиданно вышел в отставку лорд Черчилль. Его место было предложено главе либеральных юнионистов, лорду Гартингтону, который сам отказался принять должность, но уговорил своего друга Гошена вступить в министерство в качестве канцлера казначейства. Этим положено начало сближению с умеренными вигами. Затем из министерства вышли лорд Иддесли и Гикс-Бич; место последнего занял Бальфур, племянник Солсбери.
Беспорядки в Ирландии заставили правительство в конце марта 1887 года внести проект нового усмирительного закона. Несмотря на сильную оппозицию сторонников Гладстона и ирландских членов парламента, предложение министерства получило большинство и вступило в силу в июне 1887 года.
В августе 1887 года Ирландская национальная лига была закрыта, как опасное общество, а её отделения распущены, что вылилось в новые выступления.
В апреле в Лондоне открылась имперская конференция (англ. Imperial conference) всех британских колоний с целью теснее связать узы между колониями и метрополией.
В области внешней политики возникло несогласие с Францией из-за Новогибридских островов, вскоре улаженное; с Россией происходили недоразумения по вопросам об афганских границах и по делам болгарским. Когда после долгого междуцарствия болгары выбрали в князья Фердинанда Кобургского, петербургский кабинет обратился к Порте с требованием признать незаконность этого избрания. Но Англия, поддерживаемая Австрией и Италией, отказалась присоединиться к этому требованию, и свидание королевы Виктории с императором Францем-Иосифом, в апреле 1888 года, по-видимому, не осталось без влияния — Австро-Венгрия и Англия приняли в болгарском вопросе положение враждебное России.
В Ирландии, несмотря на специальные законы и чрезвычайные суды, аграрные беспорядки не прекращались. Сильное раздражение вызвало в стране заявление Римской курии (1888), в резких выражениях осуждавшее систему бойкотирования. Ирландцы ответили, что они не намерены заимствовать свою политику ни из Италии, ни из Англии, и наотрез отказались прекратить порицаемые Папой меры насилия. В августе парламент обсуждал предложение о назначении суда над Парнеллом, обвиненного газетой «Times» в пособничестве убийцам Кэвендиша и Бёрка. Парнелл, не ожидая решения назначенной парламентом комиссии, начал против «Таймс» судебный иск о клевете. Пигот, доставивший «Таймс» компрометировавшие Парнелла письма, сознался в подлоге и покончил с собой в феврале 1889 года.
Процесс Парнелла с «Таймс» произвёл впечатление на народ. Последовавший за этим целый ряд частных выборов показал, что кабинет тори теряет почву под ногами. Новый процесс Парнелла, уличённого в незаконном сожительстве с замужней женщиной (на которой, впрочем, он потом женился), отдалил от него сторонников Гладстона и произвёл раскол в недрах самих ирландских автономистов, которые потребовали, чтобы Парнелл временно отказался от руководства партией и вообще от парламентской деятельности. Важнейшая внутренняя мера, ознаменовавшая правление консервативного министерства за последние годы, состояла в преобразовании местного самоуправления на более демократических началах.
Этот новый закон вступил в силу 1 апреля 1889 года. В том же году учреждено особое Министерство земледелия. В 1890 году ассигновано 33 млн фунтов стерлингов на содействие ирландским арендаторам в покупке арендуемых ими имений; в 1891 году проведён новый билль, направленный к той же цели и предоставляющий арендаторам, принудительно удаляемым за неплатёж ренты, продать своё арендное право другим лицам в течение пятилетнего срока. Консервативное большинство в палате общин хотя и уменьшилось (путём отдельных выборов, благоприятных для либералов), но всё ещё настолько сильно, чтобы препятствовать принятию радикальных реформ, как, например, бесплатности начального обучения, отвергнутой (февраль 1890) большинством 223 голоса против 163. Бюджетные излишки обращаются, однако, на развитие народного образования и улучшение положения народных учителей. Просьба королевы назначить особые суммы на содержание её внуков (сына и дочери принца Уэльского) встретила противодействие со стороны вождей радикальной партии, Лабушера и Морлея. Палата общин согласилась только на некоторое увеличение средств, ассигнуемых лично королеве (август 1889 года).
В 1889—1890 годах в Лондоне и в других больших городах Англии происходили крупные стачки рабочих.
Английские войска принимали участие в поражении дервишей, вторгнувшихся с юга в пределы Египта.
Между США и Великобританией возникали противоречия по вопросу свободного прохода по водам Берингова моря, между Францией и Англией — из-за рыбной ловли у берегов Ньюфаундленда (1890). Англия признала права Франции на Мадагаскар, Франция — права Англии на Занзибар (установленные согласно Занзибарскому договору 1890 году с Германией).
1899 год — начало англо-бурской войны.

### Борьба за Африку
Давнишним «недоразумениям» между Англией и Германией по вопросу о южно-африканских владениях обеих держав был положен предел договором 1 июля 1890 года, по которому Германия сделала Англии большие уступки в Африке, но зато получила от Англии остров Гельголанд. В Африке же нашлись поводы к распре между Португалией и Англией, одно время грозившей войной.

## Общественный уклад
Хотя викторианцам не удалось справиться с проблемой бедности, социальные и экономические достижения эпохи были значительными.
Массовое производство привело к возникновению новых видов продукции, уровень жизни постепенно повышался. Развитие производства открывало новые профессиональные возможности — например, растущий спрос на машинисток позволил значительному числу грамотных женщин впервые в жизни получить работу. Новый вид транспорта — поезда — ежедневно перевозили служащих из города домой в предместья, а рабочих каждый уик-энд — на экскурсии к побережью, что стало со временем неизменным атрибутом английского уклада жизни.
Несмотря на огромные перемены, викторианская эпоха не колебала уверенность и оптимизм нации. Британцы верили, что могут и должны удерживать статус ведущей мировой державы, и лишь начало Первой мировой войны заставило их усомниться в этом.
Как отмечает Rosemary Hill: Виктория правила в течение 64 лет, в результате чего два с половиной поколения были свалены в одну кучу как «викторианцы». Если бы она умерла в 1870 году, а не в 1901 году, было бы легче понять, как мало общего было у этих поколений. 

### Викторианская мораль
В обществе царили ценности, исповедуемые средним классом и поддерживаемые как англиканской церковью, так и мнением буржуазной верхушки. Ценности и энергия среднего класса легли в основу всех достижений викторианской эпохи.
Трезвость, пунктуальность, трудолюбие, экономность и хозяйственность ценились и до правления Виктории, но именно в её эпоху эти качества стали доминирующей нормой. Пример подала сама королева: её жизнь, до конца подчинённая долгу и семье, разительно отличалась от жизни двух её предшественников - Вильгельма IV и Георга IV. Большая часть аристократии последовала её примеру, отказавшись от броского образа жизни предыдущего поколения. Так же поступила и квалифицированная часть рабочего класса.
Представители среднего класса верили, что процветание — это вознаграждение за добродетель и, следовательно, неудачники не достойны лучшей участи. Доведённое до крайности пуританство семейной жизни порождало чувство вины и лицемерие.

### Викторианское искусство и литература
Яркими писателями викторианской эпохи являются Чарльз Диккенс, Уильям Мейкпис Теккерей, Энтони Троллоп, сёстры Бронте, Конан Дойль, Редьярд Киплинг и Оскар Уайльд; поэтами — Альфред Теннисон, Роберт Браунинг и Мэтью Арнольд, художниками — прерафаэлиты.
Формируется и достигает своего расцвета британская детская литература с характерным отходом от прямой дидактики в сторону бессмыслицы и «вредных советов»: Льюис Кэрролл, Эдвард Лир, Уильям Рэндс. Ещё одно направление в живописи этой эпохи, которое отражало развитие английской литературной сказки этого времени, — викторианская сказочная живопись (представители: Ричард Дадд, Джон Анстер Фицджеральд, Марк Ланселот Симонс). К британским представителям импрессионизма относится Уолтер Сикерт. Он заимствовал технические приёмы и отдельные мотивы у родоначальников данного течения, с работами которых близко познакомился во время длительной поездки во Францию, но сами его картины отличаются мрачными сюжетами («Спальня Джека-потрошителя») и открытым провоцированием общественного мнения («Крошка Дот Хетерингтон в Старом Бедфорде»).

### Викторианская архитектура
В области архитектуры викторианская эпоха отмечена всеобщим распространением направлением историзма, в особенности неоготики. В англоязычных странах для обозначения данного периода используется термин «викторианская архитектура».